# Mathilde-Orde

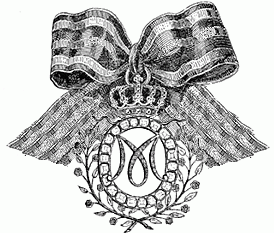
Reconstructie van het versiersel, naar H. F. Grandjean

De Mathilde-Orde, ook wel de "Ordre de Mathilde" genoemd was een Deense ridderorde die in de 18e eeuw slechts korte tijd werd toegekend. In het Deens wordt de orde "Mathilde Ordenen" genoemd.
De orde werd op 29 januari 1771, de statuten benadrukken dat die dag de verjaardag van de koning was, ingesteld.
Nadat de overspelige koningin Caroline Mathilde op 17 januari 1772 in Duitse ballingschap werd gestuurd was er geen behoefte meer aan een ereteken dat haar naam droeg. Christiaan VII stelde daarom op 21 oktober 1774 een nieuwe, uitsluitend voor de leden van de koninklijke familie gedachte huisorde, de Orde van Christiaan VII of "Ordenen Tessera Concordiæ" in.
De Denen spreken bij de drie 18e-eeuwse hoforden, de Ordenen de l'Union Parfaite, de Mathilde-Orde en de Orde van Christiaan VII van "Koninginne-orden" of "dronnings orden". In 1772 werd de in de Mathilde-Orde opgenomen ridders en dames opgedragen om hun met diamanten versierde versiersel van de Orde de l'Union Parfait in te leveren. Er mochten, de koningin en stichtster meegerekend, 24 "Dames et Cavaliers" zijn. Wie zelf om de orde vroeg werd voor altijd buitengesloten.
De Mathilde-Orde werd zowel aan mannen als aan vrouwen toegekend. De heren droegen het versiersel aan een lint in het knoopsgat af aan een lint om de hals. De dames droegen het kleinood aan een strik op de linkerschouder. De orde werd zoals in de 18e eeuw gebruikelijk was niet voor verdiensten verleend en volgens de statuten kwamen alleen personen die of ze nu verdienstelijk waren geweest of niet,
 "de bijzondere verdienste hadden door de Koningin te zijn opgemerkt". voor deze hoge eer in aanmerking.
Over adeldom en godsdienst werd in de statuten niet gesproken. Struensee was van burgerlijke komaf.

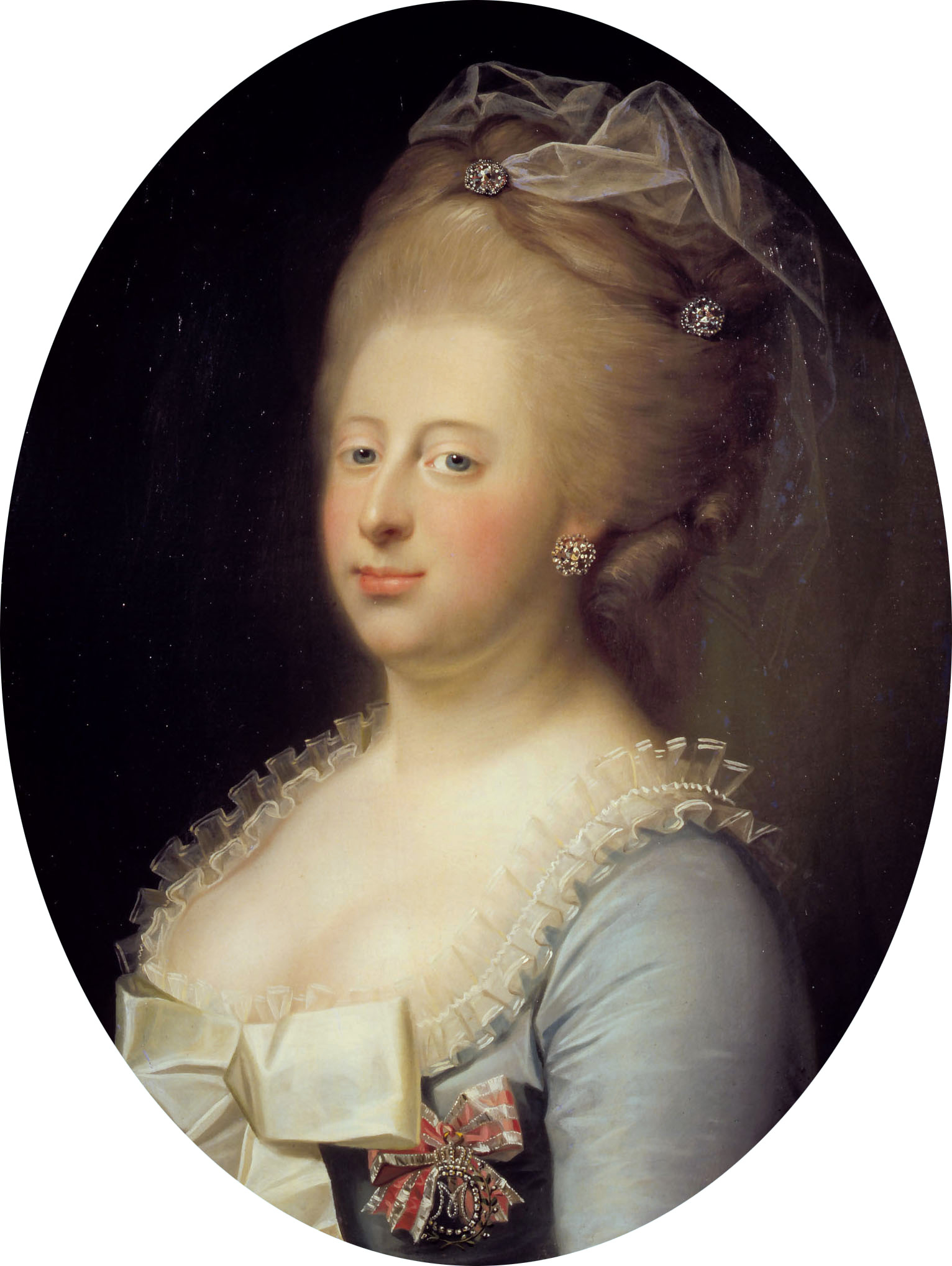
Koningin Caroline Mathilde van Wales met het versiersel op de borst.

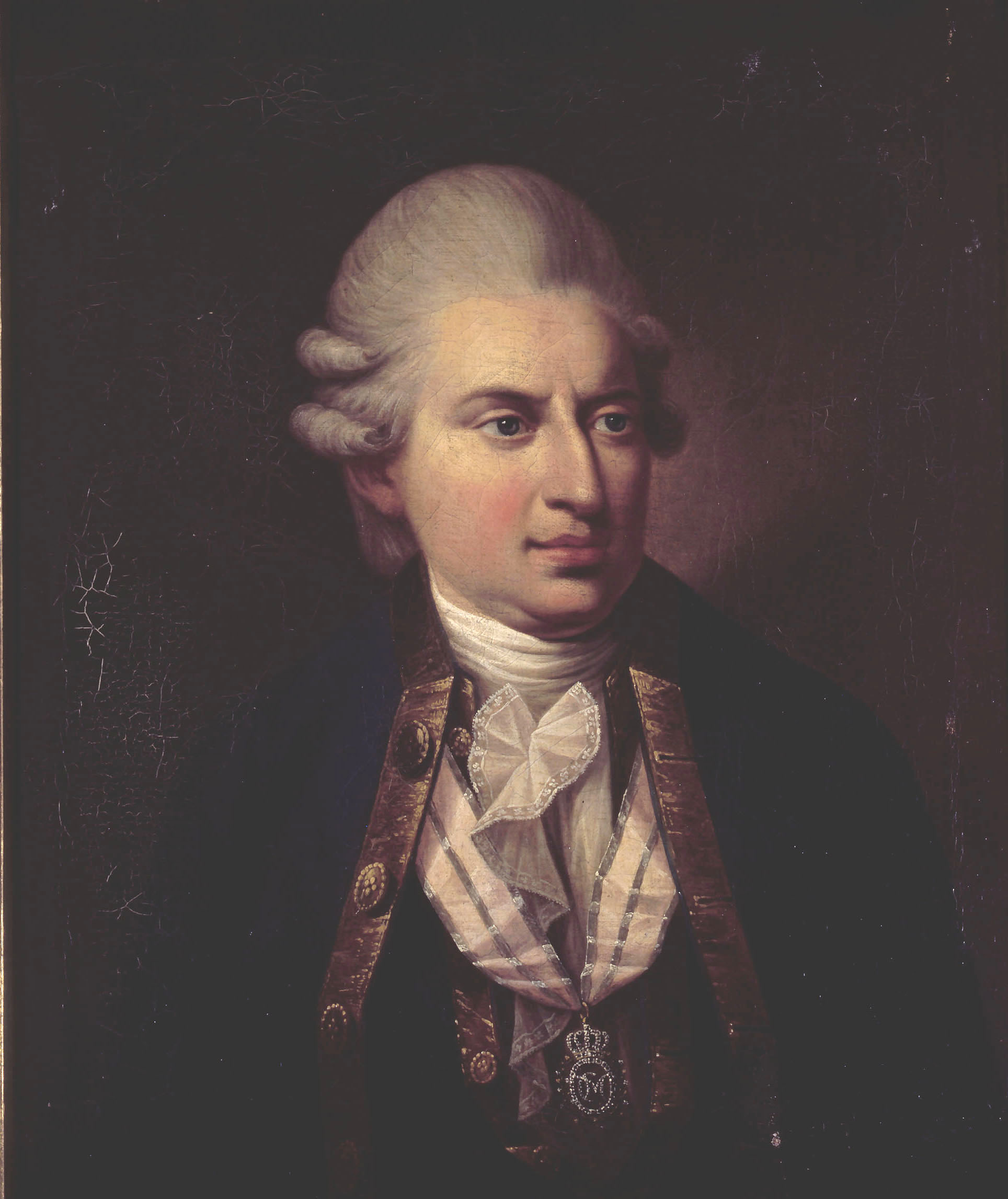
Johann Friedrich Struensee met het versiersel aan een lint om de hals.

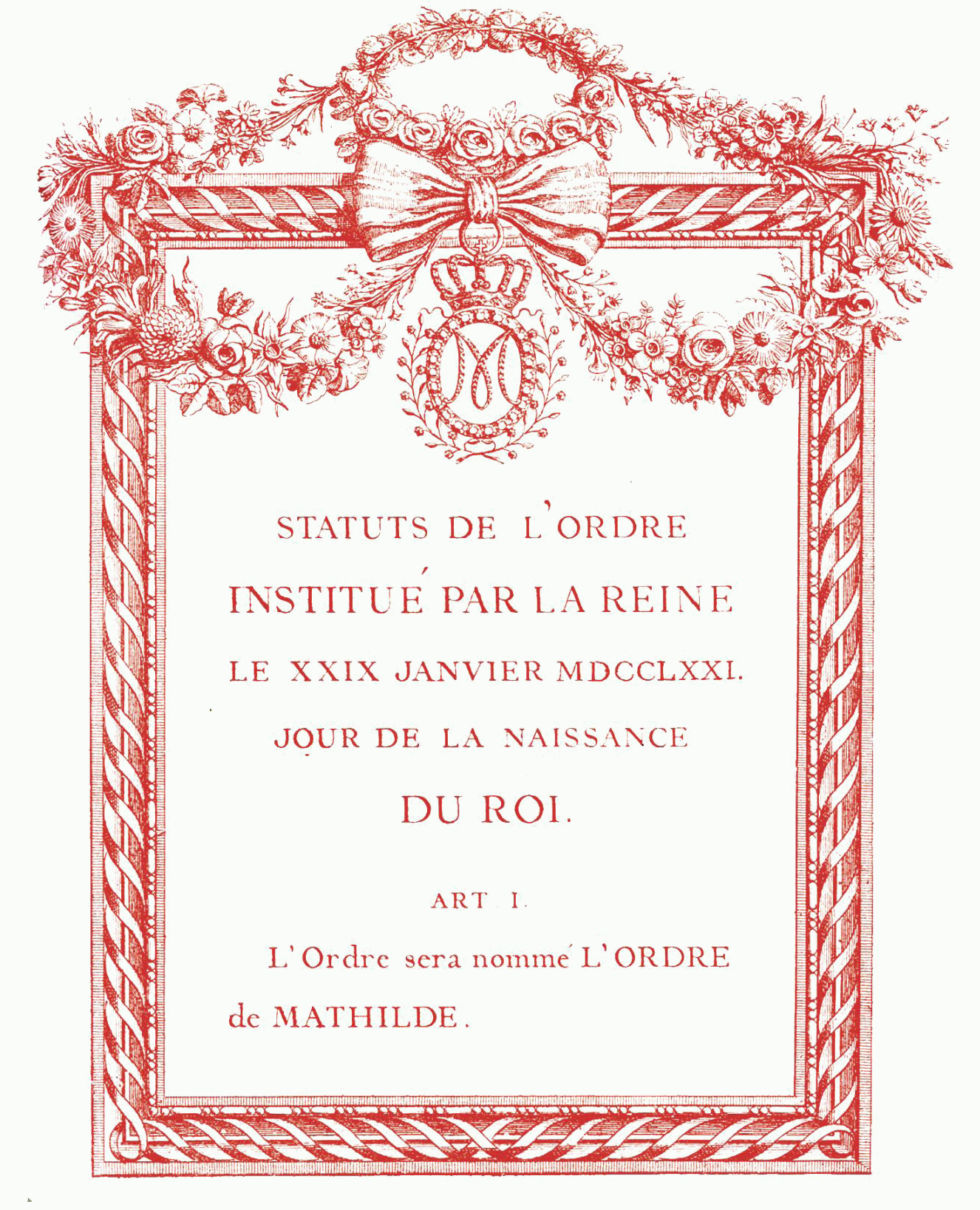
Titelblad van de statuten

## Het versiersel
Er zijn geen kleinoden bewaard gebleven. Onze hedendaagse kennis over het uiterlijk van het versiersel is gebaseerd op afbeelding op schilderijen en de afbeelding op de versierde bladzijden van de statuten. Er zijn statuten van de Mathilde-Orde werden in 1771gedrukt en gepubliceerd. Deze statuten werden in het Frans, de omgangstaal van het Deense hof, geformuleerd en in een fraaie uitgave gedrukt.
Grandjean noemt een opengewerkt gekroond medaillon dat met diamanten was bezet. In het midden was het met kleine diamanten bezette monogram "M" van Mathilde geplaatst. Op de ring werden grotere edelstenen gezet. Het ovale medaillon werd omkranst door met parels versierde lauwertakken.
Het moirézijden lint van de Mathilde-Orde had de kleur van rozenbladeren met drie brede zilverkleurige strepen.
De Orde van Christiaan VII raakte na de dood van koningin weduwe Juliane Marie in 1796 in vergetelheid.

## De dragers
Alle 12 bekende Ridders en Dames van de orde waren verbonden aan het Koninklijke Deense Hof
1. Koning Christian VII
2. Koningin Caroline Mathilde
3. Koningin-Weduwe Juliane Marie
4. Erfprins Frederik
5. Baronesse Caroline von Schimmelmann
6. Generaal-Luitenant-Intendant ("generalløjtnant") Schack Carl Rantzau
7. Gravin Amalie Sophie Holstein
8. Generaalinden Christine Sophie von Gähler
9. Geheimraad Adolph Sigfried von der Osten
10. Generaal-Luitenant Peter Elias von Gähler
11. Kamerheer Enevolt Brandt die samen met Graaf Struensee op 25 maart 1772 werd geëxecuteerd.
12. Geheimraad ("konferensråd") Graaf Johann Friedrich Struensee, de geëxecuteerde minnaar van de koningin.